# زیردریایی یو-۴۶۵
زیردریایی یو-۴۶۵ (به انگلیسی: German submarine U-465) یک زیردریایی بود که طول آن ۶۷٫۱ متر (۲۲۰ فوت ۲ اینچ) بود. این زیردریایی در سال ۱۹۴۲ ساخته شد.